# Jaropolk Leonidovič Lapšin
Jaropolk Leonidovič Lapšin (in russo Яропо́лк Леони́дович Лапши́н?; Novomoskovs'k, 28 settembre 1920 – Mosca, 26 ottobre 2011) è stato un regista sovietico.

## Filmografia parziale

### Regista
- Pora taёžnogo podsnežnika (1958)
- Ugrjum-reka (1968)
- Privalovskie milliony (1972)
- Naznačaeš'sja vnučkoj (1975)
- Demidovy (1983)
- Pered rassvetom (1989)
- Ja ob"javljaju vam vojnu (1990)